# Pic de Canalbona
|  | No s'ha de confondre amb Pic Rodó de Canalbona. |

El Pic de Canalbona és una muntanya de 2.965 metres situada entre el municipi d'Alins al Pallars Sobirà i l'Arieja, al sud de la carena que uneix aquest cim fins a la Pica d'Estats.
Aquest cim està inclòs al llistat dels 100 cims de la FEEC

## Rutes
Una de les possibles rutes, no apta per a tothom, parteix des del refugi de Vallferrera a través dels estanys d'Arreus i enfila tota la cresta fins a la Pica d'Estats.